# My Sister, My Sitter
My Sister, My Sitter, llamado Mi hermana, mi canguro en España y Niñera, mi hermana en Hispanoamérica, es el episodio diecisiete perteneciente a la octava temporada de la serie animada Los Simpson, estrenado originalmente el 2 de marzo de  1997. En el episodio, Marge y Homer van a una fiesta y dejan a Lisa a cargo de Bart, quien queda descontento por esto y hace todo lo que puede para molestar a su hermana. Fue escrito por Dan Greaney y dirigido por Jim Reardon. El título es un juego de palabras con la película de 1994 Sister My Sister.

## Sinopsis
Todo comienza cuando, inspirada por las historietas de "Las Niñeras Gemelas", Lisa decide convertirse en niñera. Sin embargo, como es muy pequeña, nadie la toma en serio. Un día, Ned se entera de que Maude había sido tomada como rehén en Tierra Santa, y que debía ir a Ciudad Capital para que la liberasen, por lo que acepta que Lisa se quede cuidando a Rod y a Todd. Luego de una noche sin problemas, Ned recomienda a Lisa con sus amigos. Pronto, la niña comienza a tener un buen negocio y a ganar mucho dinero. 
Mientras tanto, el Muelle de Springfield reabre con una fiesta de gala. Marge y Homer deciden ir, y dejan a Lisa como niñera de Bart y de Maggie. Bart se siente menospreciado a ser dejado a cargo de su hermana menor, por lo que decide hacerle las cosas más difíciles. Para atormentarla, manda ordenar un emparedado gigante, contrata a Krusty para una supuesta despedida de soltero, y le da helado de café a Maggie. En un momento, Lisa se enoja con Bart, y salta hacia él para atraparlo, pero él la esquiva y cae por la escalera, dislocándose el brazo. Bart, entonces, se da cuenta de que si Lisa lo lleva al hospital, no podría trabajar más de niñera, ya que todos pensarían que maltrataba a los niños. Para hacer su condición peor y mortificar a su hermana, Bart se golpea a sí mismo con la puerta de su habitación, y golpea su cabeza para hacer más grande el chichón, pero cae inconsciente. 
Lisa trata de llamar al Dr. Hibbert, pero lo piensa mejor cuando se da cuenta de lo primero que haría Hibbert sería informar a sus padres, por lo cual   su buena reputación como niñera quedaría arruinada. Por eso, trata de llevar a Bart, inconsciente, y a Maggie, hiperactiva, a la clínica del Dr. Nick Riviera. En la sala de espera había una fila muy larga, y Lisa no logra pedir un turno. Finalmente, decide ir con sus hermanos caminando al hospital. Luego de un rato, Bart cae por un precipicio, y aterriza en un lodoso río, frente al Muelle de Springfield. Todos los presentes en la fiesta del Muelle asumen que Lisa había asesinado a Bart y que estaba drogada, y que, además, planeaba ahogar a Maggie. 
Al día siguiente, Bart recibe un tratamiento y se disculpa con Lisa por su comportamiento de la noche anterior, y por haber arruinado su negocio. Ella lo perdona, pero queda desilusionada por su reputación de niñera, que había quedado arruinada. Sin embargo, poco más tarde recibe una llamada de Ned Flanders y otra del Dr. Hibbert solicitándole que fuera a cuidar a sus hijos.

## Temática
Como varios episodios previos, "My Sister, My Sitter" trata sobre la relación entre Bart y Lisa. Fue escrito por Dan Greaney, quien suele escribir episodios sobre ellos. Previamente, el episodio titulado "Some Enchanted Evening", tuvo como argumento que Bart y Lisa tenían una niñera, de la cual descubrían que era ladrona. En el episodio hay también referencias de The Baby-Sitters Club. Lisa lee el libro #14 - The Formula Formula, mientras que Janey lee el libro #20 - The President's Baby Is Missing.
Según Alan S. Brown y Chris Logan, los escritores del libro The Psychology of The Simpsons: D'oh!, el episodio es un ejemplo de cómo la furia femenina resuelve los problemas en Los Simpson. Escribieron que "Aquí, la cólera de Lisa y su creciente frustración contribuyen a su dificultad para tomar buenas decisiones y sobre qué hacer con ella y su hermano".

## Recepción
Warren Martyn y Adrian Wood, los autores del libro I Can't Believe It's a Bigger and Better Updated Unofficial Simpsons Guide, describieron el episodio como "inteligente, aunque un tanto deshilvanado: las dos historias no están relacionadas tan correctamente como suelen estarlo". Chris Turner, el autor del libro Planet Simpson: How a Cartoon Masterpiece Documented an Era and Defined a Generation, escribió sobre la escena en el muelle: "El escenario "satírico" parece casi un documental". El muelle es un proyecto de revitalización local, el cual convierte una zona industrial histórica en un centro comercial. Turner nombra esto como un ejemplo de como "la cultura híper-consumista de Springfield toma cada vez más lugar". La idea de renovar la fuente de agua fue inspirada de ciudades como Baltimore,  Maryland, en las cuales siempre se tratan de arreglar los lugares descuidados.